# ジョン・トレーシー
ジョン・トレーシー （John Treacy、1957年6月4日 - ）は、アイルランドの陸上競技選手。

## 人物
1957年6月4日、アイルランドの都市：ヴィリアスタウンの出身である。
ロサンゼルスオリンピック男子マラソンで2時間9分56秒の記録で銀メダルを獲得した選手である。
トレーシーは長らくクロスカントリーの選手として活躍した後に長距離種目に転向した。このため、ロサンゼルスオリンピックは初マラソンであった。戦前の予想では下馬評の挙がらないほど無名の選手であったが、ロバート・ド・キャステラ、瀬古利彦といった金メダル候補を退けての価値ある銀メダルであった。

## マラソン成績
- 自己最高記録…2時間09分15秒（1988年4月）

| 年月    | 大会名                     | タイム      | 順位   | 備考         |
| ------- | -------------------------- | ----------- | ------ | ------------ |
| 1984.08 | ロサンゼルスオリンピック   | 2：09：56   | 2位    |              |
| 1987.04 | ボストンマラソン           | 2：17：50   | 14位   |              |
| 1988.04 | ボストンマラソン           | 2：09：15   | 3位    | 自己最高記録 |
| 1988.10 | ソウルオリンピック         | ----------- | (棄権) |              |
| 1988.11 | ニューヨークシティマラソン | 2：13：18   | 3位    |              |
| 1989.04 | ボストンマラソン           | 2：10：24   | 3位    |              |
| 1990.02 | 東京国際マラソン           | 2：11：23   | 2位    |              |
| 1991.04 | ボストンマラソン           | ----------- | (棄権) |              |
| 1991.11 | ニューヨークシティマラソン | 2：15：09   | 9位    |              |
| 1992.03 | ロサンゼルス               | 2：12：29   | 優勝   |              |
| 1992.08 | バルセロナオリンピック     | 2：24：11   | 51位   |              |
| 1993.03 | ロサンゼルス               | 2：17：28   | 5位    |              |
| 1993.10 | ダブリン                   | 2：14：40   | 優勝   |              |
| 1995.05 | トロント                   | 2：23：45   | 11位   |              |